# Trivers-Willard-Prinzip
Das Trivers-Willard-Prinzip wurde 1973 von Robert Trivers und Dan Willard als soziobiologischer Effekt beschrieben, der sich aus der hohen Varianz des Fortpflanzungserfolgs beim männlichen Geschlecht ergibt. Das Prinzip besagt, dass Mütter mit besserer Kondition (z. B. Ernährungszustand) bevorzugt in männlichen Nachwuchs investieren sollten, solche mit schlechterer Kondition eher in weiblichen. Das von den Autoren vorgeschlagene Prinzip würde, wenn es existiert, einer berühmten Vorhersage des Populationsgenetikers Ronald Aylmer Fisher widersprechen, nach der im Normalfall die Investition in beide Geschlechter immer gleich sein sollte.
Eine notwendige Voraussetzung für die Gültigkeit des Trivers-Willard-Prinzips ist, dass Mütter das Geschlechtsverhältnis ihres Nachwuchses in irgendeiner Form beeinflussen oder bestimmen können. Dafür war zunächst kein Mechanismus absehbar. Empirische Studien erbrachten widersprüchliche Resultate. Die Forscherin Elissa Cameron stellt in einer Metaanalyse eine gewisse Tendenz fest, dass Mütter mit zum Zeitpunkt der Empfängnis besseren Ernährungszustand tatsächlich etwas häufiger als bei Gleichverteilung statistisch zu erwarten männlichen Nachwuchs bekommen. Als hypothetischen Auslöser schlägt sie den Glucosespiegel vor.

## Anwendung beim Menschen
Trivers und Willard stellten ihr Prinzip allgemein für Säugetierarten auf, hielten es aber für den Menschen zumindest eingeschränkt für anwendbar. Später wurde das Prinzip verallgemeinernd auch beim Menschen angewandt, wobei hier neben körperliche Fitnessmerkmale wie Ernährungszustand oder Körpergröße soziale Merkmale wie Status zu berücksichtigen sind. Danach sollten statushöhere Eltern eher in die Aufzucht von Jungen investieren, statusniedrigere dagegen eher in die Aufzucht von Mädchen.
Der Grund hierfür ist vermutlich, dass im Rahmen der sexuellen Selektion, das heißt im weitesten Sinne der Partnerwahl, Männer mit guten (materiellen) Ressourcen bessere Chancen bei Frauen haben, da diese Väter für ihre Kinder bevorzugen, die deren Überleben sichern können. Wenn eine Mutter mit niedrigem Status in männlichen Nachwuchs investiert, muss sie davon ausgehen, dass der Sohn bei der Partnersuche dennoch keine oder eine geringe Chance hat, eine geeignete Partnerin zu finden. Für Töchter gilt dies nicht im selben Maß. Die Chancen von Mädchen werden vor allem durch Jugendlichkeit und Gesundheit maximiert, was durch eine gute Pflege gefördert werden kann, während Ressourcen wie Status, Geld und Einfluss bei Mädchen eine geringere Rolle spielen.
Eine Mutter mit hohem Status kann davon ausgehen, dass ihr männlicher Nachwuchs mit hoher Wahrscheinlichkeit eine geeignete Partnerin finden wird. Die Investition in männlichen Nachwuchs lohnt sich somit. Die Geburt und die Aufzucht eines Mädchens stellt für diese Mutter ein gewisses Risiko dar, da der weibliche Nachwuchs später mit Mädchen auch aus niedrigeren Statusklassen konkurrieren muss, was die Chancen des Reproduktionserfolgs verringert.
Einer Untersuchung des Forschers Satoshi Kanazawa zufolge haben misshandelte Frauen, die mit gewalttätigen Männern zusammen sind, signifikant mehr Söhne als Töchter. Diese Beobachtung ist konsistent mit einer verallgemeinerten Formulierung des Trivers-Willard-Prinzips. Letztlich kommt es bei dem Prinzip darauf an, welche Männer aus der Sicht der Frauen einen guten Reproduktionserfolg versprechen. Dies können aus evolutionsbiologischer Sicht auch aggressive Männer sein, weil über die längste Zeit der Evolution des Menschen aggressive Männer eine höhere Chance auf erfolgreiche Fortpflanzung hatten. Die Söhne aggressiver Männer, die tendenziell auch selbst aggressiver sind, „erben“ diesen Vorteil. Gemäß dem verallgemeinerten Trivers-Willard-Prinzip lohnt sich für eine Frau mit einem aggressiven Partner die Aufzucht von Söhnen.